# Rhytiphora marmorea
Rhytiphora marmorea là một loài bọ cánh cứng trong họ Cerambycidae.